# Avenida Almirante Brown
La avenida Almirante Brown es la arteria vial principal del barrio de La Boca, en la ciudad de Buenos Aires, Argentina.

## Características
Va en sentido noroeste - sudeste, partiendo de un distribuidor donde finaliza la Avenida Paseo Colón y la Avenida Martín García se abre hacia el sudeste. A partir del cruce de la calle Wenceslao Villafañe se hace más angosta, y se tuerce más en dirección sur. Tiene doble sentido de circulación vehicular y es recorrida por numerosas líneas de colectivos, muchas de las cuales continúan su trayecto cruzando el Riachuelo hacia el partido de Avellaneda (provincia de Buenos Aires) y la zona sur del conurbano metropolitano.
Una característica propia tanto de la Avenida Almirante Brown como de todo el barrio de La Boca son las veredas elevadas, con escaleras de cemento y barandas. Esto se debe a las inundaciones usuales en la zona, especialmente en tiempos del viento sudestada. Hoy en día, por trabajos de construcción de canales subterráneos aliviadores, las inundaciones no son tan frecuentes ni perjudiciales, pero de vez en cuando alguna de ellas afecta al barrio.

## Recorrido

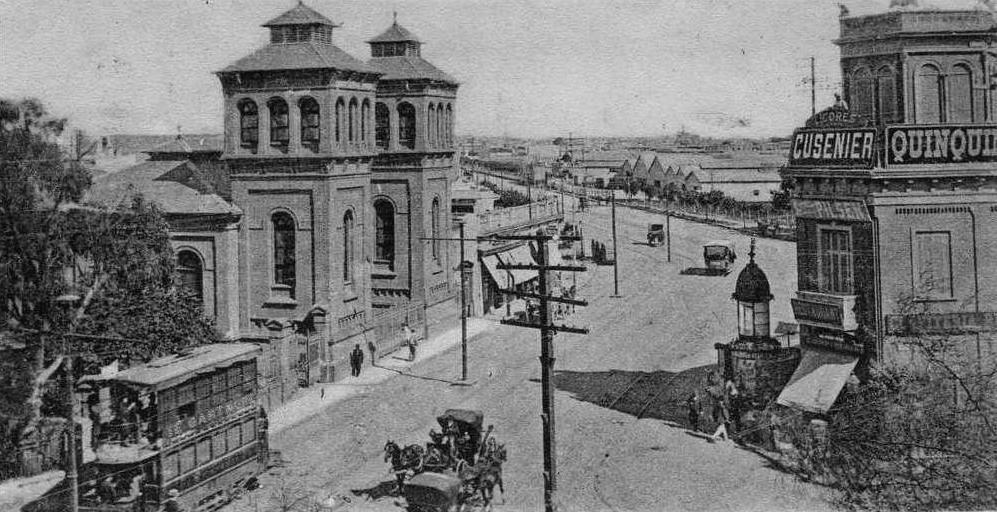
Vista de la antigua estación Casa Amarilla y el comienzo de la Avenida Brown. (1900)

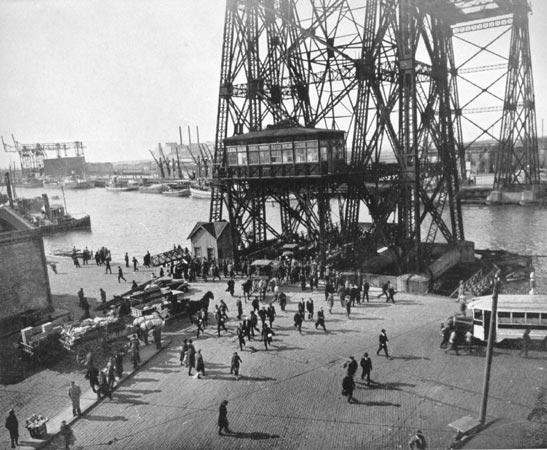
El Transbordador Avellaneda, inaugurado en 1914, remata la avenida al llegar al Riachuelo.

La Avenida Almirante Brown parte de un extremo del Parque Lezama, donde se hace visible y pronunciada la barranca formada por el Río de la Plata en tiempos en que hasta allí llegaba la ribera, rellenada entre 1887 y 1898 para la construcción del Puerto Madero. En estos primeros metros se destaca una intervención artística en el paredón de un terreno industrial, que aparenta una típica construcción de La Boca, con paredes revestidas en chapa pintada de variados colores, con muñecos en tamaño real representando a inmigrantes italianos de principios del siglo XX.
Entre las calles Pi y Margall y Tomás Liberti se destacan dos grandes edificios, uno a cada lado de la Avenida. De la vereda este, el Hospital General de Agudos "Dr. Cosme Argerich" (inaugurado en 1945). De la vereda opuesta, una serie de complejos de viviendas públicas y privadas compuestos por edificios y torres.
Bordeando a estos últimos parte hacia el sudoeste una calle que da acceso al estacionamiento para socios del cuadro de fútbol Boca Juniors, ya que muy cerca de allí está el estadio del club, conocido como La Bombonera.
Del otro lado de esta calle, en un predio que ocupa toda una manzana, está una casa réplica de la que alojó al almirante Guillermo Brown. Es la sede del Instituto Nacional Browniano. Hacia el este, a unos metros de la avenida, se desarrolla el complejo habitacional Catalinas Sur, construido en 1962. Luego del Instituto Browniano siguen dos manzanas desocupadas, en las cuales se proyecta construir edificios de vivienda social.
Al llegar a la Avenida Benito Pérez Galdós la trama de las calles del barrio cambia su orientación, y la Avenida Almirante Brown gira hacia el sur, angostándose. En ese triple cruce, en una esquina aguda, hay una particular casa art nouveau de dos pisos, obra del arquitecto Guillermo Álvarez. Es un paisaje típico del barrio, destacándose por su torre esquinera, y según cuentan leyendas urbanas habita en ella el fantasma de una pintora que se suicidó en ese lugar. Por ello se la conoce precisamente como Torre del Fantasma.
En la calle Pinzón, se abre del lado este el acceso al Puente Nicolás Avellaneda, inaugurado en 1940. Fue una importantísima obra de ingeniería en esa época. En el cruce con la calle Olavarría hay una sucursal del Banco Nación.
Cruzando la calle Suárez se enfrentan dos lugares de importancia para el barrio. Uno de ellos es el local fundacional de la pizzería Banchero, que se adjudica la creación de la fugazza con queso, variedad que lleva cebolla y queso mozzarella. En la esquina opuesta hay un edificio abandonado que fue sucursal del Nuevo Banco Italiano. Desocupado, allí se habían instalado familias sin hogar que vivían hacinadas, hasta que un incendio por un desperfecto eléctrico mató a seis niños e hirió a todos los ocupantes el 10 de enero de 2009.
Las construcciones en general son bajas y no superan la media de dos plantas, exceptuando una gran torre de departamentos que se alza en el cruce de calle Aráoz de Lamadrid. Finalmente, la Avenida Almirante Brown llega casi perpendicular al cauce del Riachuelo. Allí hay una rotonda, y protagoniza el lugar la gigantesca estructura metálica del Transbordador Nicolás Avellaneda, terminado en 1914 y desactivado hacia 1960. El nuevo Puente Avellaneda tiene una estructura metálica idéntica, provocando un aspecto gemelo, solo diferenciado porque el puente nuevo está pintado de rojo.

## Imágenes

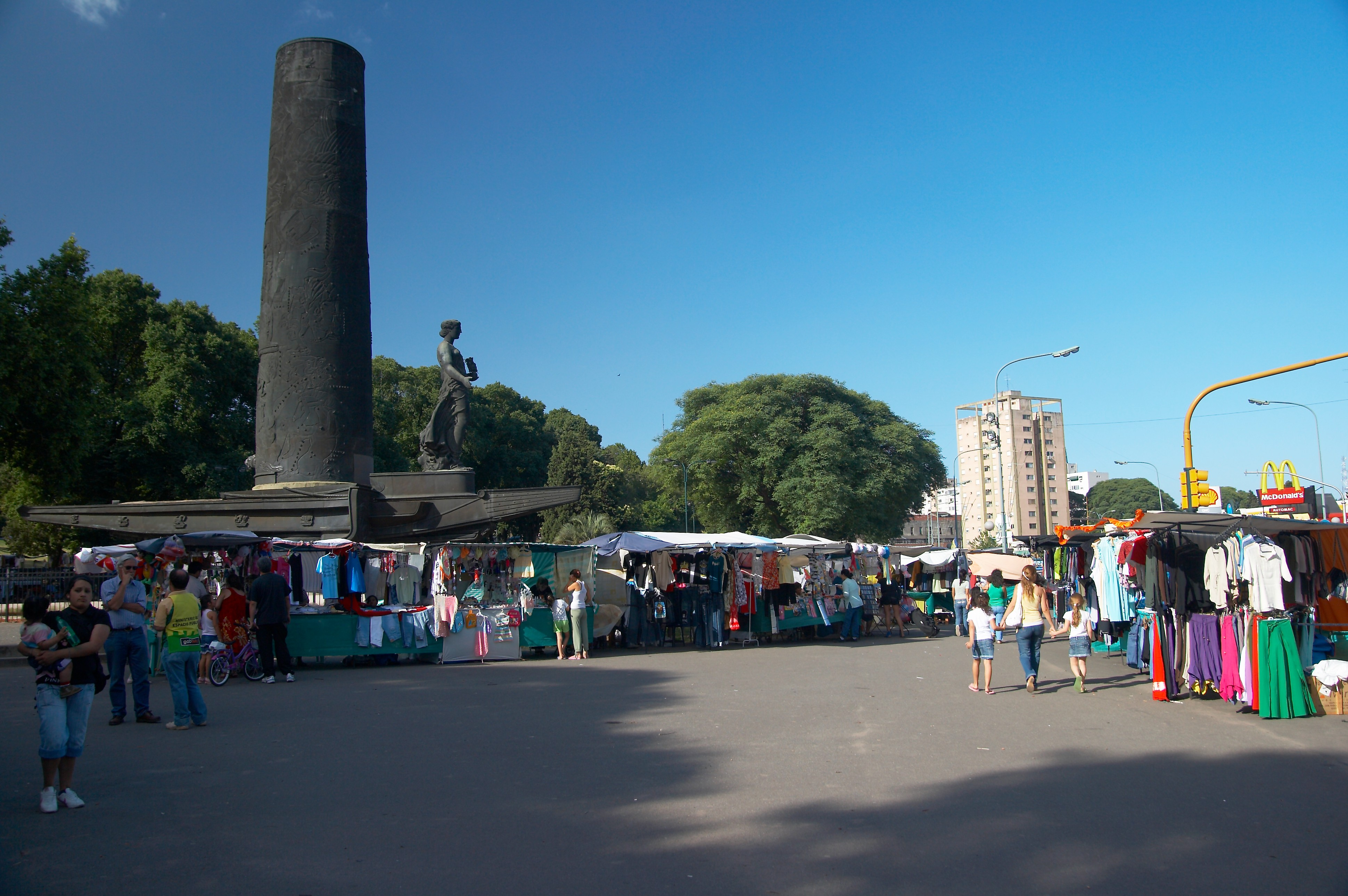
El Parque Lezama
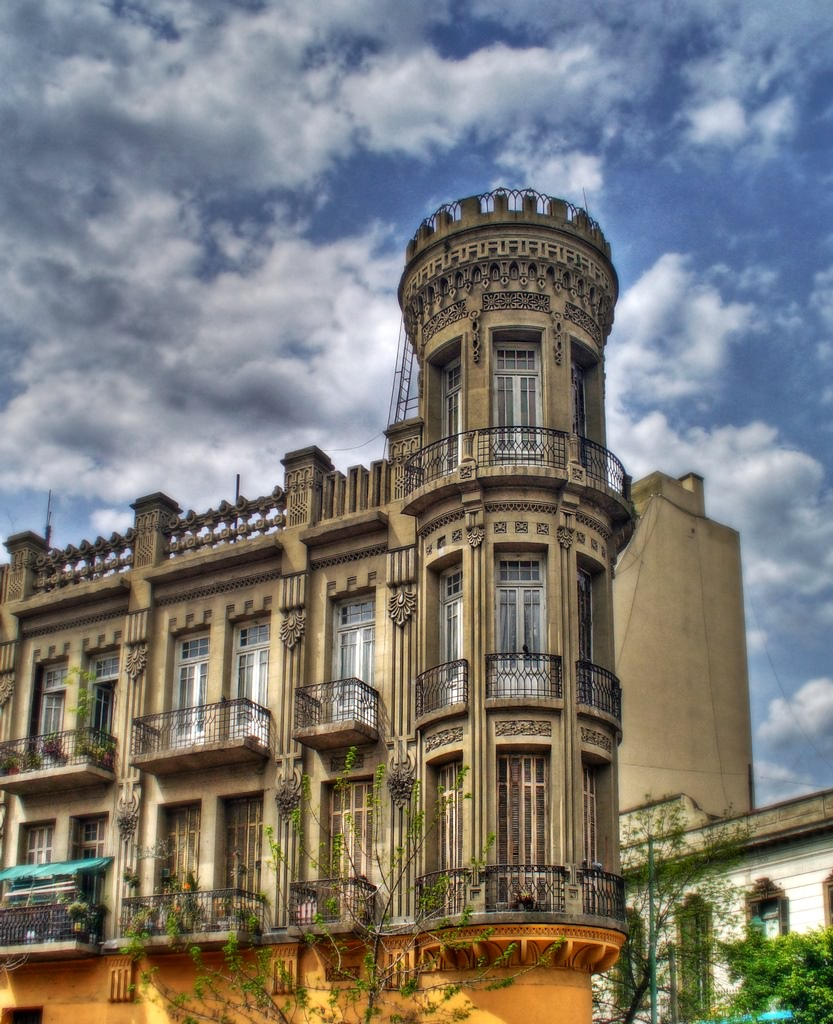
La Torre del Fantasma
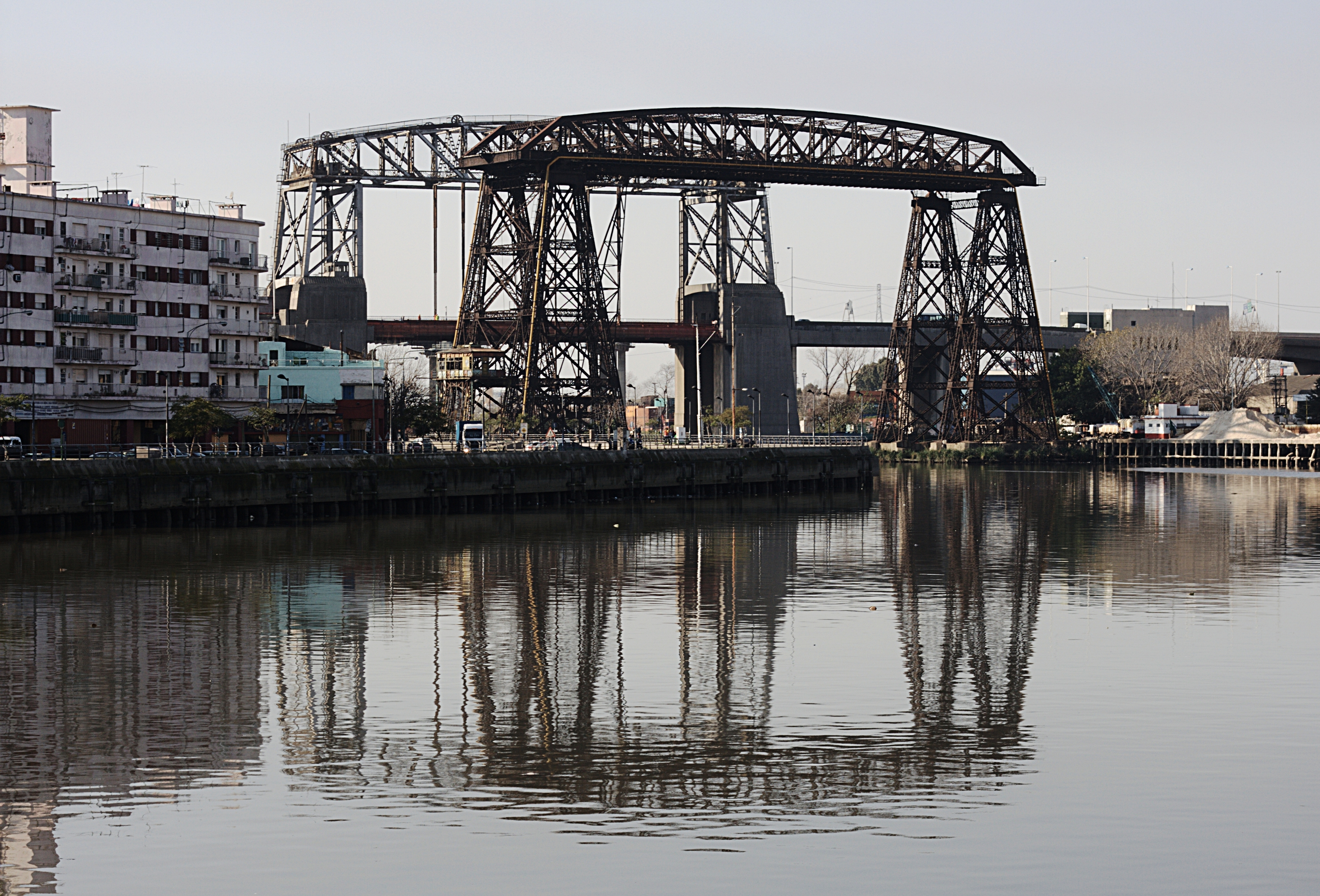
El Transbordador y el Puente Avellaneda